# Sonny & Cher
Sonny & Cher sono stati un duo di cantanti pop, attori e cabarettisti statunitense composto da Salvatore "Sonny" Bono e Cherilyn Sarkisian (in arte Cher), che dal 1964 al 1975 sono stati anche marito e moglie.
Cominciarono la loro carriera artistica nella prima metà degli anni sessanta facendo da musicisti di supporto a Phil Spector. Dopo aver ottenuto un contratto con la Atco/Atlantic Records, registrarono tre album in studio che vennero pubblicati a partire dal 1965, insieme a numerosi singoli tra cui Baby Don't Go e I Got You Babe, grazie ai quali diventarono famosi in tutto il mondo. Questa notorietà li portò ad avvicinarsi anche alla carriera cinematografica, culminante con la realizzazione del film Good Times, di scarso successo, di cui curarono la colonna sonora. Dopo un lungo periodo di silenzio, tornarono alla ribalta nel 1972 con due nuovi dischi pubblicati sotto l'etichetta MCA/Kapp Records.
In quegli anni inoltre sperimentarono la vita da personaggi mediatici e da conduttori televisivi, come protagonisti di due dei primi dieci show degli Stati Uniti, The Sonny & Cher Comedy Hour e The Sonny & Cher Show. Tutto questo però finì nel 1975, subito dopo il loro divorzio. Nel decennio trascorso insieme, Sonny & Cher hanno venduto circa 40 milioni di dischi in tutto il mondo.
In seguito, cantando sotto il suo nome, Cher proseguì verso una carriera di grande successo come solista e attrice, mentre Sonny Bono venne eletto al Congresso dal partito Repubblicano quale rappresentante della California. Nel 1998, immediatamente dopo la morte di Sonny in un incidente sciistico, i due vennero introdotti nella Hollywood Walk of Fame.

## Storia

### 1962-1964: Gli inizi
Cherilyn Sarkisian incontrò Salvatore Bono per la prima volta nel novembre 1962, all'età di sedici anni, in un bar di Los Angeles. Quest'ultimo (11 anni più anziano di lei) stava in quel periodo lavorando per il produttore discografico Phil Spector ai Gold Star Studios di Hollywood. Si instaurò subito un rapporto di forte amicizia che sfociò in un legame sentimentale e infine, nel 1964, nel matrimonio. Tuttavia Sonny scrisse nella sua autobiografia che non si trattò di un vero e proprio matrimonio ufficiale (si sposarono infatti legalmente dopo la nascita della loro figlia Chastity).
Grazie a lui, Cher prese confidenza con l'universo della musica e incominciò a lavorare come cantante di supporto nelle canzoni di Spector e di altri artisti. Cantò infatti nei cori di sottofondo di Be My Baby delle The Ronettes, You've Lost That Loving Feeling dei The Righteous Brothers e A Fine, Fine Boy delle Darlene Love (in cui si possono sentire chiaramente Cher e Sonny cantare vicino al microfono).
Finalmente dopo aver ascoltato una prima registrazione di Blowin' in the Wind cantata da Bob Dylan e Joan Baez, decisero di intraprendere una carriera solistica ed indipendente e così chiesero l'autorizzazione a Spector di diventare una sorta di caricatura della coppia Dylan-Baez.

### 1965-1966: Il successo conI Got You Babe

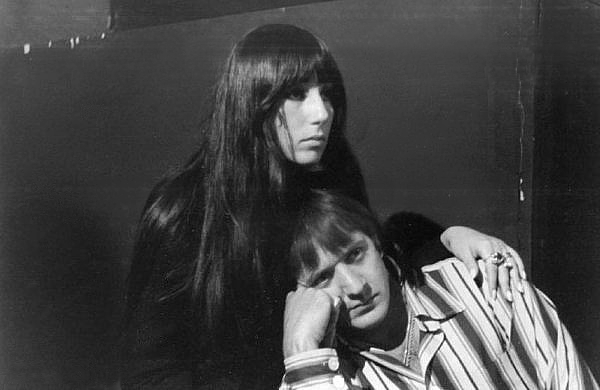
Sonny & Cher durante una pausa prove negli studi della ABC Television a Wembley il 26 maggio 1966.

Il duo si chiamò inizialmente Caesar and Cleo e Bono compose, arrangiò e produsse tutte le loro canzoni. Nonostante la pubblicazione di alcuni singoli nel 1964 (The Letter, con la Vault Records e Do You Wanna Dance e Love Is Strange con Reprise Records), il duo ricevette poche attenzioni.
Nel settembre dello stesso anno il loro nome cambiò in Sonny & Cher e fu pubblicata Baby Don't Go che divenne la loro prima hit nazionale.
Sulla scia di questa notorietà, nell'estate del 1965 il duo realizzò il primo album in studio, Look at Us, contenente quello che sarebbe stato il loro più grande successo musicale e commerciale, I Got You Babe, e The Revolution Kind, composizione nella quale vengono affrontati da Bono dei temi politici molto prima di entrare nel Congresso. Nel complesso il disco venne accolto in modo positivo e si posizionò al numero due della Billboard chart rimanendovi per otto settimane.
La coppia apparve presto in molti spettacoli televisivi di quegli anni come "The Ed Sullivan Show", "American Bandstand", "Where The Action Is", "Hollywood A Go-Go", "Hollywood Palace", "Hullabaloo", "Beat Club", "Shindig!", "Ready Steady Go!" e "Top of the Pops". Presero parte addirittura come attori nel ruolo di se stessi nel film "Wild on the Beach", in cui eseguono It's Gonna Rain.
I singoli di questa fase artistica entrarono tutti nella US Billboard Top 20, venendo surclassati soltanto da pezzi di artisti famosi come Elvis Presley, The Beatles, The Rolling Stones e altri.
Nell'aprile del 1966, cercando di emulare la fama del lavoro precedente, il duo lanciò il secondo album in studio,The Wondrous World of Sonny & Cher, che toccò il numero 34. Per promuoverlo iniziò una lunga tournée in tutto il mondo (la Wondrous World Tour), la prima per i due, i cui biglietti andarono esauriti in breve tempo. Il gruppo decise di vestirsi in modo stravagante durante le performance sul palco e così Sonny indossò indumenti di pelle di animali, con stivali da cowboy e Cher abbandonò le scarpe e si mise a piedi nudi.
Dopo questa esperienza, Cher lanciò numerosi dischi da solista, tra cui i principali successi Bang Bang (My Baby Tear Me Down) e Alfie, scritta da Burt Bacharach e Hal David e inserita nei titoli di coda dell'omonimo film del 1966. In breve tempo riuscì ad essere un personaggio controverso a Los Angeles per aver favorito i giovani alle molestie sul Sunset Strip e di conseguenza a gennaio del 1967 il suo posto d'onore (insieme a quello del coniuge) sulla Tournament of Roses Parade venne rimosso.

### 1967-1970: Periodo buio
Nel 1967 Sonny e Cher pubblicarono il loro terzo album, In Case You're In Love, che si posizionò al numero 46 delle classifiche americane. In esso vennero incluse due hit, entrambe composte da Bono, The Beat Goes On (#6 nella Billboard Hot 100) e Little Man (#21 nella the Billboard Hot 100), che presero rispettivamente il primo ed il quinto posto delle classifiche di vendita europee.
Nella speranza di riprodurre il successo iniziale, Bono pensò ad un lungometraggio avente come protagonisti proprio lui e sua moglie. Tuttavia il prodotto finale, "Good Times", proiettato nelle sale cinematografiche nel 1968, fu un disastro totale, malgrado fosse stato diretto dal noto regista William Friedkin e interpretato, fra gli altri, da George Sanders. Dopo questo grande flop, la Columbia Pictures vendette alla MGM i diritti di Speedway, film in cui doveva sempre recitare la coppia (che venne sostituita da Elvis Presley e Nancy Sinatra).
Nel 1969 Sonny non si arrese e lanciò un'altra sua idea, "Chastity", con Cher, ma anche questa fu un insuccesso colossale.
Da qui incominciò per il duo un periodo di decadenza: le vendite degli album calarono vertiginosamente e il loro genere "easy-pop" e la loro vita libera dalla droga stavano diventando sempre più impopolari in un'epoca sempre più puntata verso il rock psichedelico.
Ma Bono decise di andare avanti, costruendosi una nuova carriera in una località turistica a Las Vegas, dove lui e la sua compagna poterono sviluppare i loro personaggi cabarettisti: Cher divenne una vecchia e decrepita cantante e Sonny il tipo a cui ella destinava una valanga di insulti bonari. In realtà, quest'ultimo controllava ogni aspetto della loro recitazione, dagli arrangiamenti musicali alla sceneggiatura. Se il successo fu lento a venire, la loro fortuna migliorò quando il network "TV talent" li scritturò per una serie di varietà.
Sonny e Cher diedero anche il benvenuto alla loro figlia, Chastity Sun Bono, nata il 4 marzo 1969, che nel 2009 eseguì un'operazione per cambiare sesso, approvata dal giudice nel 2010, diventando Chaz Bono.

### 1971-1977: Successo televisivo e divorzio

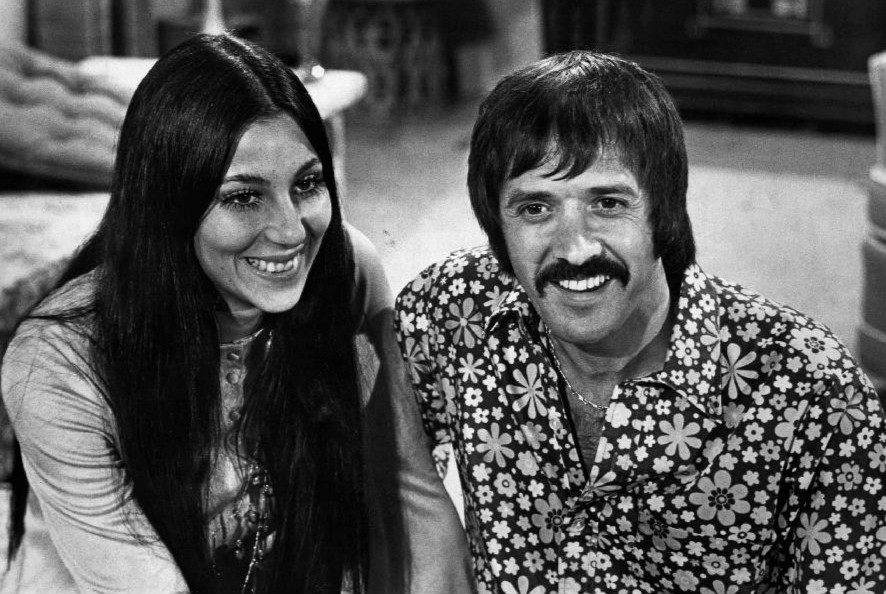
Sonny & Cher nel 1971

Nel 1971, Sonny e Cher fecero la prima comparsa in uno speciale televisivo, il The Nitty Gritty Hour, un misto di  slapstick commedia, sketch e musica dal vivo. La trasmissione fu un successo clamoroso che portò la coppia ad essere ospite in altri programmi televisivi, come "The New Scooby-Doo Movies" e a catturare l'attenzione di Fred Silverman, responsabile della programmazione del "The Merv Griffin Show" della rete che gli offrì la possibilità di avere uno spettacolo tutto per sé. "The Sonny and Cher Comedy Hour" debuttò nel 1971 come una serie di sostituzione estiva, per poi andare in prima serata nello stesso anno. Fu un successo immediato, raggiungendo rapidamente la Top 10 e candidandosi a ben quindici Emmy Award vincendone uno per la direzione, durante le sue prime quattro stagioni. Il duo colse l'occasione per resuscitare la propria carriera musicale, registrando l'album All I Ever Need Is You, contenente come al solito due grandi hit: All I Ever Need Is You e A Cowboy's Work Is Never Done.
I dialoghi di Sonny & Cher si rifacevano ad analoghi sketches di Louis Prima e Keely Smith: il marito felice e fortunato che viene soffocato da un'osservazione pungente della moglie arrabbiata. Lo spettacolo vide la partecipazione di numerosi comici demenziali, tra cui Freeman King, Ted Ziegler e Murray Langston (poi the Unknown Comic su  The Gong Show). Uno sketch satirico sul programma poliziesco della CBS "Cannon" e la sua star corpulenta William Conrad fu così apprezzato che il duo lo rifece diverse volte con Tony Curtis nel ruolo del "Detective Grasso". Tutti in questi sketch (il detective, i suoi clienti...) indossavano "tute da ciccioni", cosicché nella maggior parte del tempo si urtavano l'un l'altro rimbalzando in una camera affollata.
Dalla terza stagione del "Sonny and Cher Comedy Hour", il matrimonio tra Bono e Sarkisian entrò in crisi; il duo si separò dopo un anno. Lo spettacolo implose, stanziando però ancora nella top 10 dei voti. Quello che seguì fu un divorzio molto brutto e pubblico (finalizzato il 27 giugno del 1975).
Cher successivamente (nel 1974) vinse un Golden Globe Award per "The Sonny and Cher Comedy Hour" come Miglior Performance di un'Attrice in una Serie Televisiva - Musicale o Commedia.

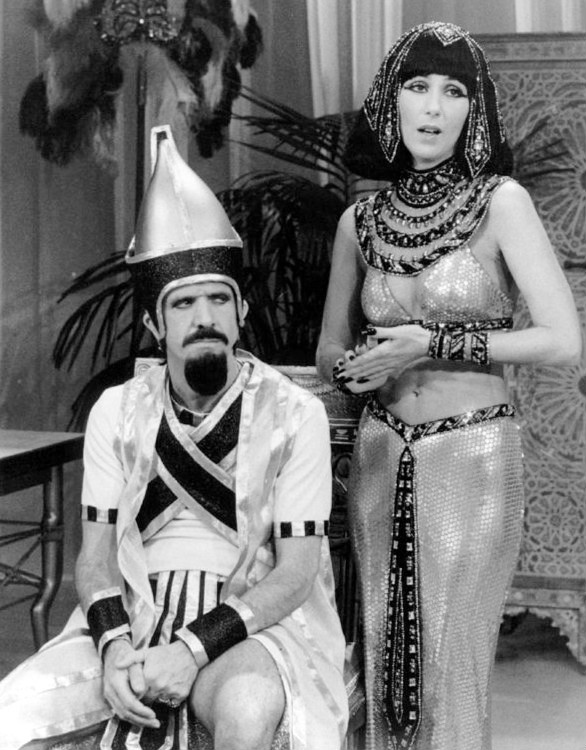
Scena di uno sketch ambientato nell'Antico Egitto tratto da The Sonny and Cher Show, 1977.

Bono provò a lanciare una sua iniziativa di intrattenimento alla fine del 1974, "The Sonny Comedy Revue", in cui erano presenti lo stesso cast e la stessa direzione dello show precedente. La sua ex-coniuge lo imitò ma molti critici affermarono che gli spettacoli proposti da lei non sarebbero durati a lungo. Tuttavia, dopo sei settimane, lo show di Salvatore venne cancellato.

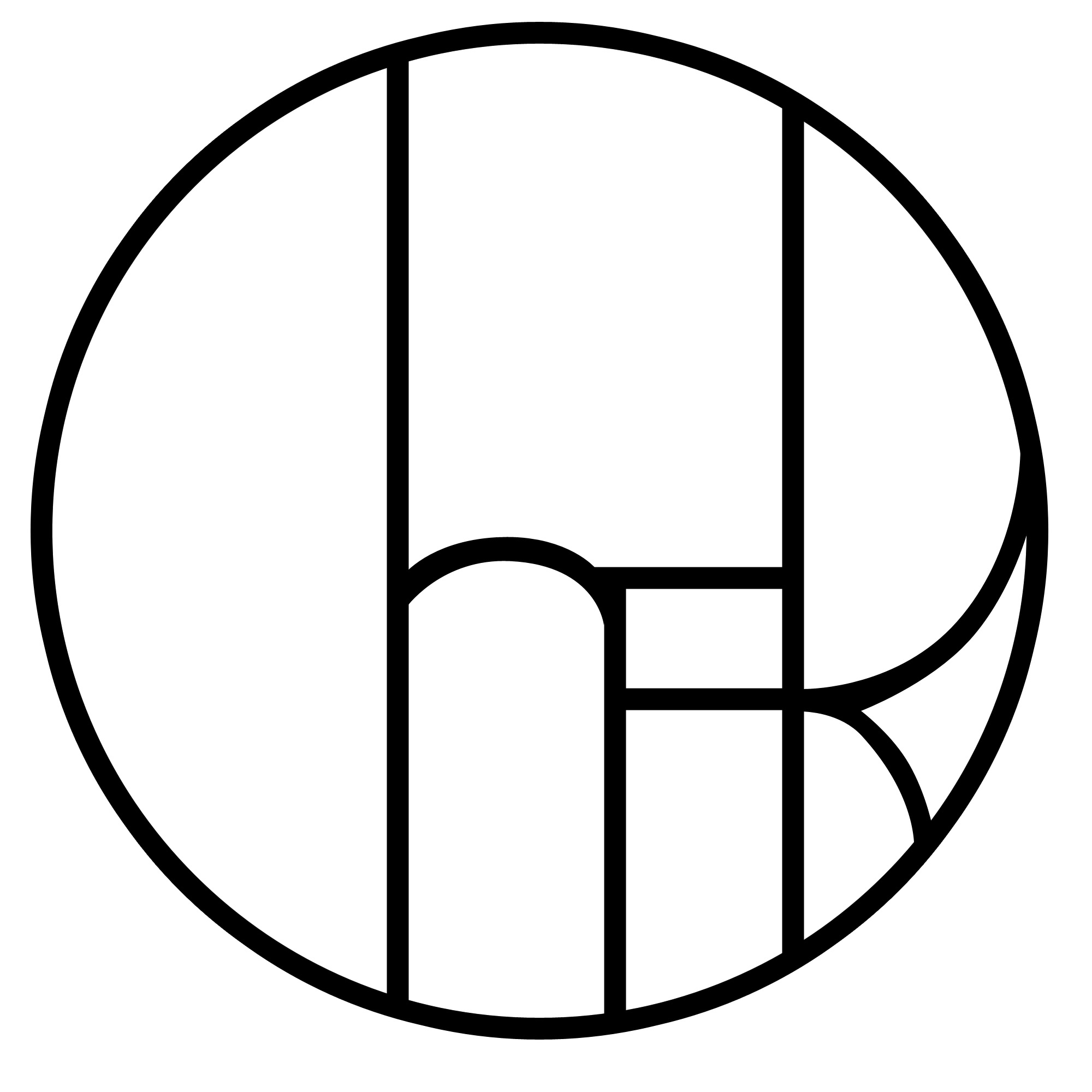
Logo del The Cher Show.

Il "The Cher show" debuttò come uno speciale televisivo a tutti gli effetti il 26 febbraio 1975 e vide la partecipazione di Flip Wilson, Bette Midler ed Elton John. Cloris Leachman e Jack Albertson vinsero entrambi gli Emmy Awards per la loro apparizione come ospiti speciali poche settimane dopo, e la serie ebbe quattro nomination agli Emmy, nonché un posto nella Top 25.
A seguito del divorzio, Sonny e Cher si separano fino a quando quest'ultima Cher partecipò all'apertura di uno dei ristoranti di Bono in una sorta di riconciliazione. "The Sonny & Cher Show" venne ripreso nel 1976, anche se non erano più sposati. Purtroppo dopo aver ricevuto valutazioni basse nel 1977, si separarono per sempre. Nel 1976, in coincidenza con il rilancio dello show, l'azienda di giocattoli Mego Toys commercializzò una linea di bambole e giochi nello stile della coppia.

### 1978-1999: Dopo Sonny & Cher
Bono proseguì nella carriera di attore per poi entrare in politica, fino a diventare un membro della Camera dei rappresentanti degli Stati Uniti d'America. Cher invece restò a fare la cantante (vincendo un Grammy Award) e l'attrice (venendo premiata negli Academy Award).
La coppia non mancò però di fare due reunion in due spettacoli a sorpresa: la prima sul "The Mike Douglas Show" nella primavera del 1979, in cui cantarono un medley di United We Stand e Without You e la seconda nel "Late Night with David Letterman" il 13 novembre 1987 dove eseguirono la loro più grande hit I Got You Babe.
All'inizio del 1999, "And the Beat Goes On: The Sonny and Cher Story", diretto da David Burton Morris e interpretato da Jay Underwood e Renee Faia, venne trasmesso sul canale ABC. Questo film televisivo fu basato sull'autobiografia di Bono e riguarda soprattutto il rapporto fra quest'ultimo e Cher dagli anni sessanta fino al divorzio. Il lungometraggio venne candidato a due Emmy Awards.

## Morte di Sonny

La stella di Sonny & Cher sulla Hollywood Walk of Fame.

Il 5 gennaio 1998, all'età di 62 anni, Bono morì a causa delle ferite riportate in un incidente sciistico all' Heavenly Ski Resort a Lake Tahoe. La sua morte avvenne curiosamente nello stesso modo e pochi giorni dopo quella di Michael LeMoyne Kennedy. La sua vedova, Mary, prese il suo posto alla Camera dei rappresentanti, prendendo a cuore molte delle sue cause, come la lotta per salvare il Salton Sea.
Il funerale, all'insaputa di Cher, venne trasmesso in diretta sulla CNN. La donna piangendo, ricordò il suo ex-partner come «il personaggio più indimenticabile che abbia mai incontrato», dopodiché i partecipanti cantarono tutti in coro The Beat Goes On. Bono riposa al Desert Memorial Park nei pressi di Cathedral City, lo stesso cimitero in cui venne sepolto lo stesso anno Frank Sinatra. L'epitaffio sulla lapide riporta: "And The Beat Goes On".
Nel 1998, Sonny & Cher ricevettero la stella per la televisione nella Hollywood Walk of Fame. All'inaugurazione dell'evento furono presenti Cherilyn e Mary Bono, che ritirò il premio a nome del suo defunto marito. Successivamente Cher rese un ulteriore omaggio a Bono nello speciale della CBS "Sonny and Me: Cher Remembers", chiamando il suo dolore «qualcosa che non avrò mai intenzione di superare». Nello stesso anno, pubblicò il suo ventitreesimo album in studio, Believe che fu molto influenzato dalla morte dell'ex, come si può leggere nel libretto interno: "In memory of Son".
Il decesso di Sonny cambiò le cose anche sul piano finanziario.
Al momento del divorzio infatti, il duo decise di dividere le entrate delle canzoni registrate insieme. Quando poi l'uomo morì, un terzo dei suoi diritti passò alla moglie Mary Bono, mentre un sesto venne spartito tra i suoi figli. Tuttavia Cher citò in giudizio la UMG nel 2009, affermando che a lei e agli eredi di Bono sarebbero stati nascosti ben 5.000.000 di dollari di incassi.

## Filmografia
| Anno        | Titolo                             | Ruolo                     | Note                                                                 |
| Film        | Film                               | Film                      | Film                                                                 |
| ----------- | ---------------------------------- | ------------------------- | -------------------------------------------------------------------- |
| 1965        | Wild on the Beach                  | Sé stessi                 |                                                                      |
| 1967        | Good Times                         | Sé stessi/Vari personaggi |                                                                      |
| Televisione |                                    |                           |                                                                      |
| 1967        | The Man from U.N.C.L.E.            | Jerry e Ramona            | Cameo, nell'episodio della terza serie The Hot Number Affair         |
| 1970        | The Sonny & Cher Nitty Gritty Hour | Sé stessi                 | Speciale televisivo di una puntata                                   |
| 1971–1974   | The Sonny & Cher Comedy Hour       | Sé stessi/Vari personaggi | Tre stagioni che gli valsero 19 nomination agli Emmy Award           |
| 1972        | The New Scooby-Doo Movies          | Sé stessi/doppiaggio      | Doppiaggio nell'episodio Il segreto di Shark Island                  |
| 1974        | The Sonny Comedy Revue             | Sé stessi/Vari personaggi | Una stagione a cui seguì una nomination agli Emmy Award              |
| 1975        | The Cher Show                      | Sé stessi/Vari personaggi | Due stagioni che li aiutarono ad avere 11 nomination agli Emmy Award |
| 1976–1977   | The Sonny & Cher Show              | Sé stessi/Vari personaggi | Due stagioni e 3 nomination agli Emmy Award                          |
| 1998        | Sonny and Me: Cher Remembers       | Sé stessi                 | Speciale televisivo di una puntata dedicato a Bono                   |

## Discografia
- 1965 - Look at Us
- 1966 - The Wondrous World of Sonny & Cher
- 1967 - In Case You're in Love
- 1967 - Good Times
- 1967 - The Best of Sonny & Cher
- 1968 - Sonny & Cher's Greatest Hits
- 1971 - Sonny & Cher Live
- 1971 - All I Ever Need Is You
- 1972 - The Two of Us (ATCO Records, SD 2-804), pubblicato negli Stati Uniti d'America, Canada, Australia, Germania e nella Repubblica di Cina (Formosa)
- 1974 - Live in Las Vegas Vol. 2
- 1974 - Mama Was a Rock and Roll Singer, Papa Used to Write All Her Songs
- 1974 - Greatest Hits (MCA Records, MCA-2117), pubblicato negli Stati Uniti d'America, Canada, Australia, Germania, Malesia, Giappone, Nuova Zelanda, Regno Unito, Turchia, Paesi Bassi e nella Repubblica di Cina (Formosa)
- 1990 - All I Ever Need Is You
- 1991 - The Beat Goes On: The Best of Sonny & Cher
- 2006 - The Definitive Pop Collection